# カニノケンカ -Fight Crab-
『カニノケンカ -Fight Crab-』（カニノケンカ ファイトクラブ、英題：Fight Crab）は、カラッパゲームスが開発しPLAYISMより2020年7月30日に発売された3D対戦型格闘ゲーム。
人間に取って代わり支配者となったカニたちの世界を舞台に、「ひっくり返されれば負け」というルールの下で戦いが繰り広げられる。

## システム
プレイ中の画面はプレイヤーの背後からの視点で表示され、3D空間を移動しながら対戦を行う。攻撃を受けダメージが蓄積されていくにつれてダウンしやすくなり、ダウン状態で3カウント以内に復帰できなければ負けとなる。
カニは初期状態ではステゴロ（素手）だが、両方のハサミそれぞれにブキ（武器）を装備させることもできる。ブキはダメージ量のほか、攻撃速度に影響するオモサ（重さ）などの値が設定されている。なお、ステゴロ状態の時のみ相手を挟んで継続ダメージを与えるアクションが使用できる。
ダメージを受けるごとにゲージが上昇していき、満タンになると「ハイパーモード」を発動できる。発動時にはダメージ軽減や空中浮遊など様々な能力が強化されるほか、特定の操作により「ハイパースキル」と呼ばれる以下の技が使用可能となる。
- カニハメハ - 前方にビームを発射し、攻撃ヒット時に相手を強く押し出す。
- エンチャント - 攻撃力が一時的に上昇し、攻撃ヒット時に相手を吹き飛ばす。
- カニタマ - 力を溜めて大きな光弾を作り出し投げつける。
- カニオウケン - 全ての能力が大幅強化される。
- カニコプター - 体を高速回転させながら相手を連続攻撃する。
- カニレンキン - 相手が持っているブキを1つ、自分の手元に複製する。

## ゲームモード
キャンペーン
カニと次々に戦いステージクリアを目指すモード。選択できる難易度は初期状態で「ノーマル」「ハード」の2種類だが、クリア後に「インフェルノ」3種類が追加され合計5種類になる。
相手に勝利するとファイトマネーが手に入り、装備するブキや操作するカニの購入、および能力の強化を行うことができる。ファイトマネーの額は難易度に応じて高くなる。
プレイヤー側が敗北するまで続くエンドレスモードは、オンラインランキングに対応している。
バーサス
対人戦のモード。1対1、および2対2の対戦が可能。オンラインランキング対応のランクマッチは1対1で行う。
オンライン上で他のプレイヤー同士の対戦を閲覧できる観戦モードもある。

## 登場するカニ
本来カニに分類されないものや実在しないものも含まれているが、本作ではすべてカニとして扱われる。
- ズワイガニ
- ガザミ
- トラフカラッパ
- エンコウガニ
- ヒシガニ
- ケガニ
- モクズガニ
- アサヒガニ
- ロブスター
- ダンジネスクラブ
- クリスマスアカガニ
- ノコギリガザミ
- オオホモラ
- ヤシガニ
- タラバガニ
- オオカイカムリ
- タカアシガニ
- メタルクラブ[注 1]
- タスマニアオオガニ
- シャコ
- ハナサキガニ
- シオマネキ
- ベニイワガニ
- シカ[注 2]

## 受賞
- BitSummit Gaiden カップヌードル賞[10]
- 京都eスポーツゲーム大賞2020 特別賞[11]